# Ponte Samora Machel

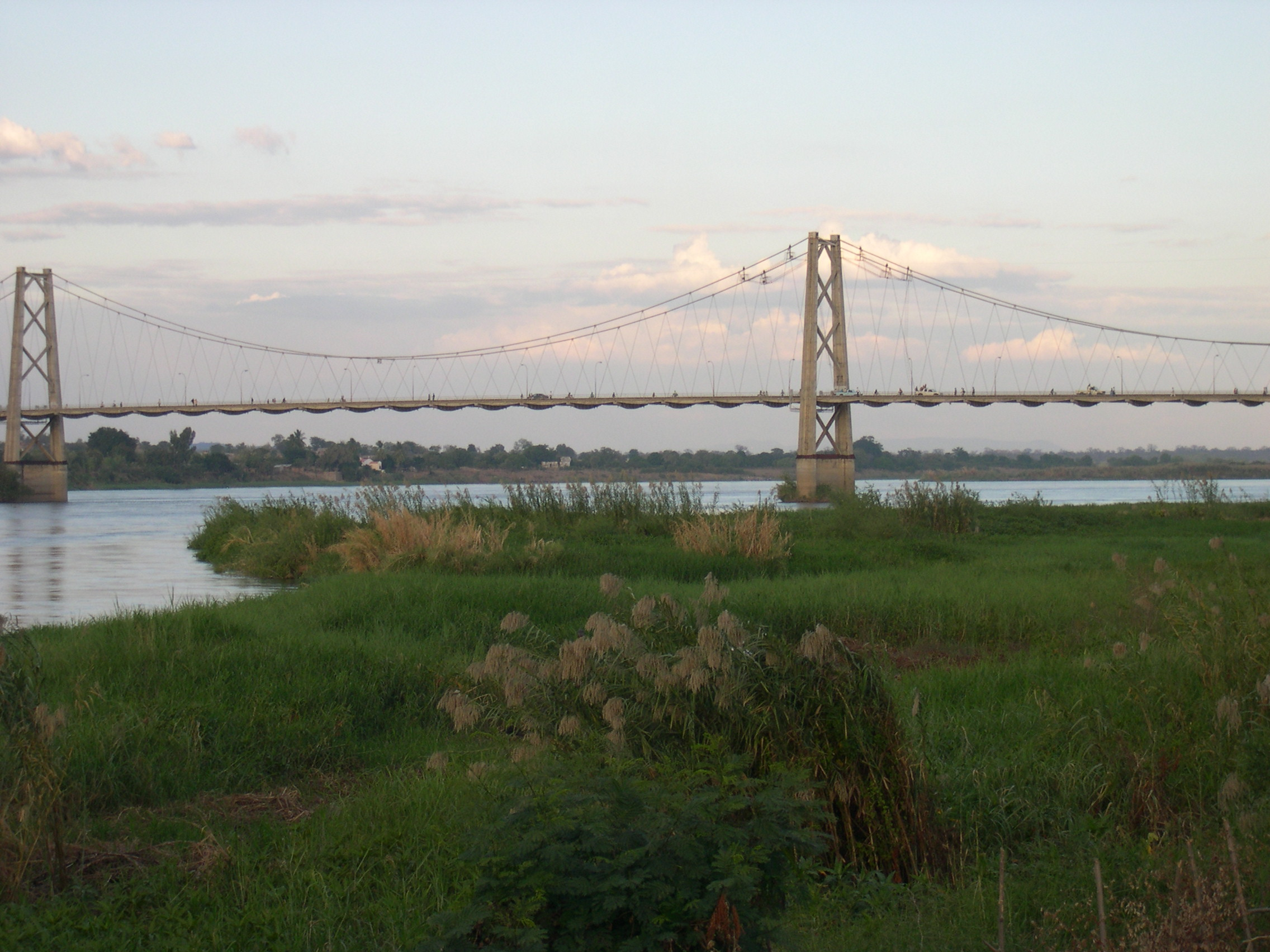
Ponte Samora Machel über den Sambesi in Tete, Mosambik

Die Ponte Samora Machel ist eine mautpflichtige Straßenbrücke zur Querung des Sambesi in der mosambikanischen Stadt Tete. Sie ist nach Samora Machel benannt, dem ersten Präsidenten der Volksrepublik Mosambik (1975–1986).

## Geschichte
Die Brücke wurde im Auftrag der portugiesischen Kolonialverwaltung nach den Plänen von Edgar Cardoso gebaut und schließlich 1973 eröffnet. Während der portugiesischen Kolonialzeit hieß sie Ponte Marcelo Caetano.
Die Brücke litt unter dem Schwerlastverkehr während der Bauarbeiten an der Cahora-Bassa-Talsperre und unter mangelnder Wartung und Instandhaltung, so dass der Verkehr zu Beginn des 21. Jahrhunderts auf eine Fahrspur und jeweils einen Lkw eingeschränkt werden musste. 2009 begann man mit den von António Reis geplanten Renovierungsarbeiten, die im Januar 2011 abgeschlossen wurden. Seit Eröffnung der fünf Kilometer südlicher gelegenen Ponte Kassuende ist die Brücke für den Schwerlastverkehr gesperrt.

## Lage und Beschreibung
Die Ponte Samora Machel liegt am Sambesilauf etwa 120 km unterhalb der Cahora-Bassa-Talsperre.
Sie war die erste und lange Zeit auch die einzige Straßenbrücke Mosambiks über diesen Fluss. Sie verbindet nicht nur Tete mit Moatize auf der anderen Seite des Flusses, sondern im Zuge der Straße 103 auch die Landesteile nördlich und südlich des Sambesi, gewährt den nördlichen Landesteilen den Zugang zur Hafenstadt Beira und ist außerdem Teil der Straßenverbindung zwischen Malawi und Simbabwe.
Es handelt sich um eine insgesamt 720 m lange Hängebrücke mit zwei Fahrspuren und je einem Gehweg. Sie überquert den Sambesi mit drei Spannfeldern von je 180 m sowie den äußeren Feldern von je 70 m Länge und hat somit vier Pylonenpaare. Ihre relativ flach gespannten Tragkabel bleiben auch in der Mitte der Spannfelder noch mehrere Meter oberhalb des Brückendecks. Ihre Hänger sind nicht senkrecht, sondern schräg, abwechselnd nach vorn und hinten gespannt, so dass ein Zick-Zack-Muster entsteht. Die Ankerblöcke sind große, zum Teil oberhalb des Bodens befindliche Betonstrukturen.

## Weitere Brücken
230 km flussabwärts liegt die Dona-Ana-Brücke, eine Eisenbahnbrücke, und 280 km flussabwärts die 2009 eröffnete Armando-Guebuza-Brücke bei Caia, der letzten Brücke vor der Mündung des Sambesi in den Indischen Ozean.